# Йоні Мякі
Йоні Мякі (фін. Joni Mäki) — фінський лижник, олімпійський медаліст, призер чемпіонату світу. 
Бронзову медаль чемпіонату світу Мякі виборов у командному спринті разом із Рістоматті Хаколою на світовій першості 2021 року, що проходила в німецькому Оберстдорфі. 

## Виступи на Олімпійських іграх
- 4 медалі - (4 золоті)

| Рік  | Вік | 15 км | Скіатлон 15 км | 30 км мас-старт | Спринт | Естафета 4 × 5 км | Команднй спринт |
| ---- | --- | ----- | -------------- | --------------- | ------ | ----------------- | --------------- |
| 2022 | 27  | —     | —              | —               | 4      | 6                 | Срібло          |